# Cité de Gosnells
La Cité de Gosnells (City of Gosnells en anglais) est une zone d'administration locale dans la banlieue de Perth en Australie-Occidentale en Australie à environ 20 kilomètres au sud-ouest du centre-ville et au nord-ouest d'Armadale. 

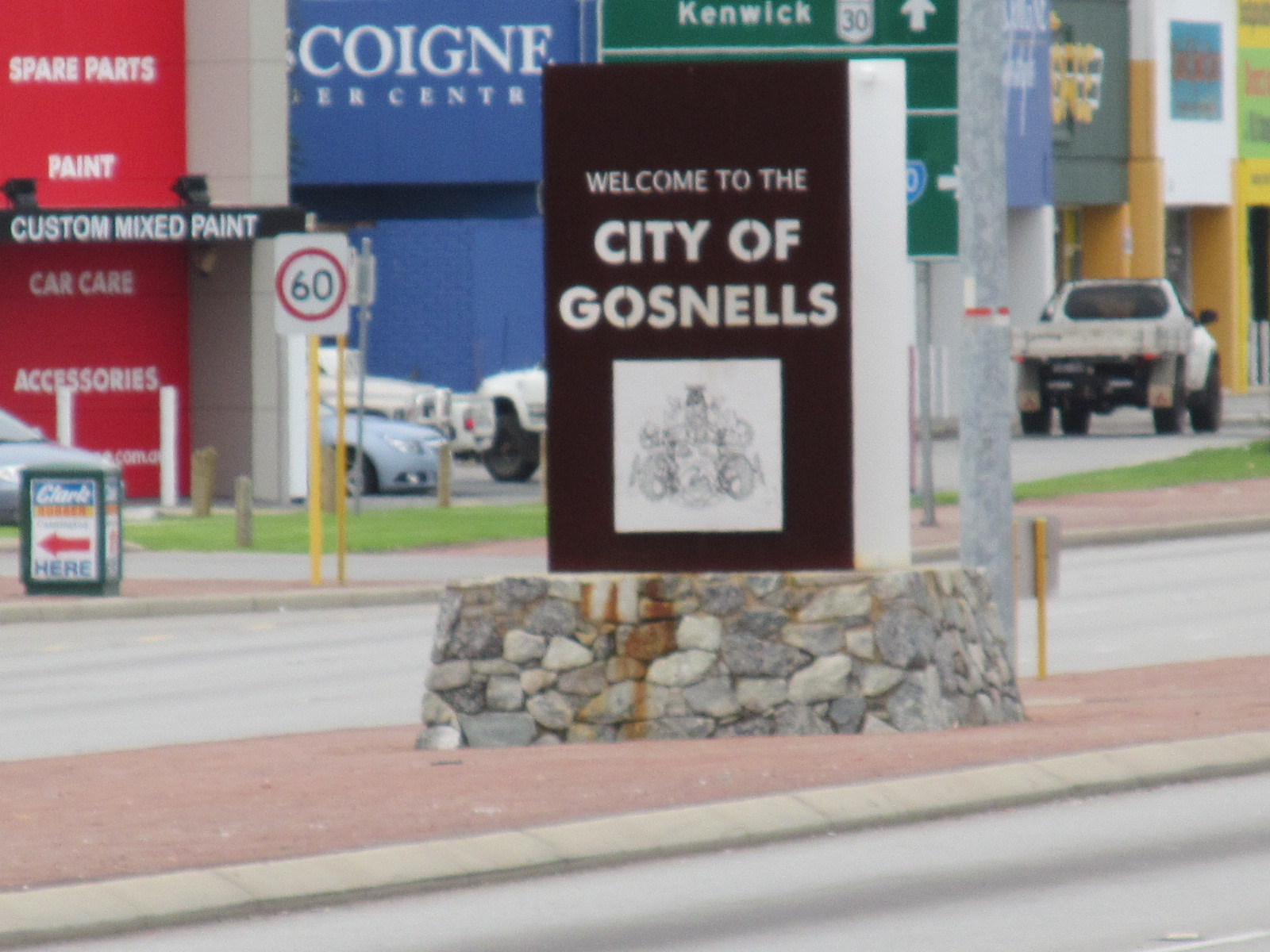
Panneau de bienvenue de la ville de Gosnells

La ville est divisée en un certain nombre de localités :
- Beckenham
- Canning Vale
- Gosnells
- Huntingdale
- Kenwick
- Langford
- Maddington
- Martin
- Orange Grove
- Southern River
- Thornlie

La zone a 12 conseillers locaux et est découpée en 3 circonscriptions qui élisent chacune 4 conseillers:
- Canning Vale Ward
- Bickley Ward
- Gosnells Ward.